# Leoti
Leoti es una ciudad ubicada en el condado de Wichita en el estado estadounidense de Kansas. En el año 2010 tenía una población de 1534 habitantes y una densidad poblacional de 451,18 personas por km².

## Geografía
Leoti se encuentra ubicada en las coordenadas 38°29′3″N 101°21′28″O / 38.48417, -101.35778 (38.484073, -101.357639).

## Demografía
Según la Oficina del Censo en 2000 los ingresos medios por hogar en la localidad eran de $32,596 y los ingresos medios por familia eran $41,484. Los hombres tenían unos ingresos medios de $27,235 frente a los $17,986 para las mujeres. La renta per cápita para la localidad era de $16,550. Alrededor del 12.0% de la población estaban por debajo del umbral de pobreza.